# Salno (powiat Bydgoski)
Salno is een Pools dorp in het administratieve district Koronowo in de powiat Bydgoski (Koejavië-Pommeren) en de gemeente Koronowo. Het ligt op 5 km van Koronowo en op 23 km van Bydgoszcz.